# Замок Браунси
Замок Браунси (англ. Brownsea Castle), также исторически замок Бранкси (англ. Branksea Castle) — изначально форт Генриха VIII, построенный в 1545—1547 годах для охраны залива Пул в Дорсете от нападения французов. Замок расположен на острове Браунси и представлял собой каменный блокгауз с шестиугольной орудийной платформой. В форте были установлены восемь артиллерийских орудий, а гарнизон состоял всего из шести солдат. После того, как угроза французского вторжения миновала, замок продолжили использовать. Во время гражданской войны в Англии в 1640-х годах здесь стояли парламентские силы, однако к концу века форт был оставлен.
В 1726 году архитектор-любитель Уильям Бенсон замок переделал форт в частную резиденцию, несмотря на жалобы города Пул. Бенсон и последующие владельцы расширили укрепление, превратив его в загородный дом, а также благоустроили окружающую территорию, разбив декоративные сады с искусственными озёрами. В XIX веке обитатели замка продолжали строительные работы, в том числе полковник-предприниматель Уильям Во, который добавил различные пристройки в якобитском стиле. Пожар 1896 года нанёс замку большой ущерб, но он был восстановлен майором Кеннетом Робертом Бальфуром. В начале XX века замком владел богатый биржевой маклер Чарльз Ван Раалте и использовал его для размещения своей коллекции старинных музыкальных инструментов.
В 1927 году замок Браунси был куплен Мэри Бонэм-Кристи, которую прозвали «Демоном Браунси» (англ. the Demon of Brownsea) из-за затворнического образа жизни. К моменту её смерти в 1961 году замок находился в очень плохом состоянии. Он был куплен Национальным фондом и сдан в аренду компании John Lewis Partnership, которая восстанавливало его в течение многих лет. В XXI веке замок по-прежнему используется этой компанией в качестве корпоративного отеля для своих сотрудников и пенсионеров.